# Sjökrigföring

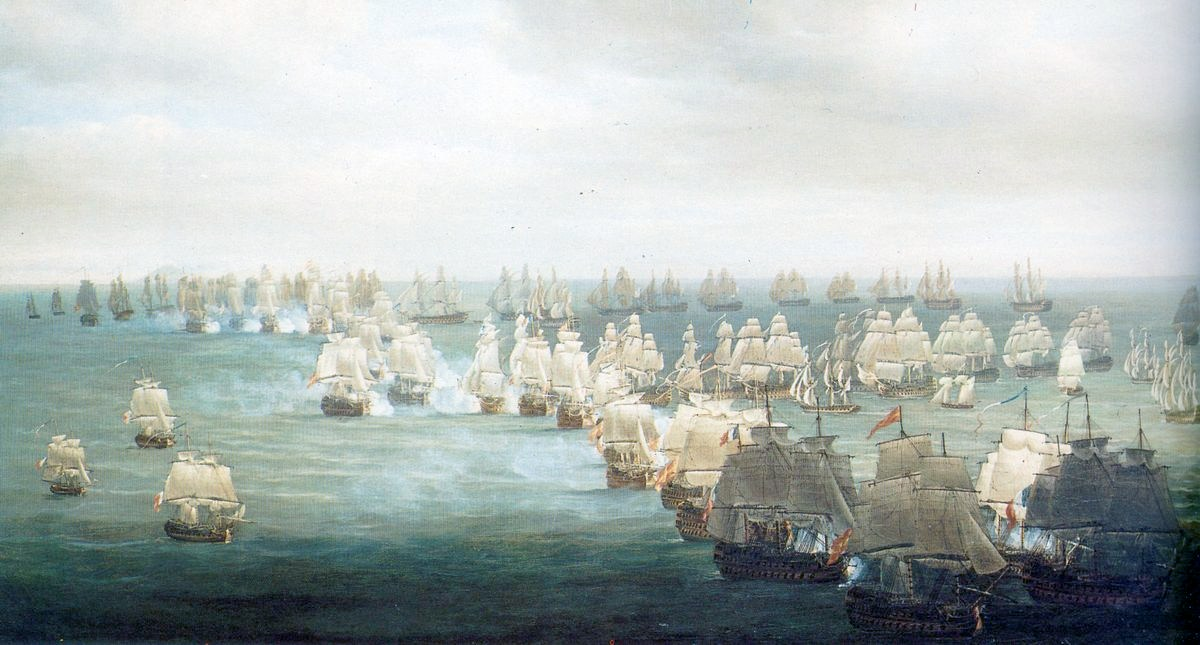
Slaget vid Trafalgar 1805.

Sjökrigföring är krig till sjöss. Mänskligheten har krigat till sjöss i över 3000 år. 
Örlog är en benämning för krigshandlingar till sjöss.

## Historik
Det första kända sjöslaget ägde rum 1210 f.Kr.. Sjötransporter började bli vanliga i antikens Grekland. Det första stora sjöslaget utspelades under Persiska krigen. Även under vikingatiden förekom det några sjöslag. Det kanske mest kända är Slaget vid Svolder.
Under Medeltiden och början av Nya tiden utvecklades segelfartygen, som ersatte galärerna, mycket och slag mellan stora flottor skedde allt oftare i Europa. Även sjömakter började växa fram. Det började bli viktigt att kunna erövra och försvara kolonier. 
Under 1800-talet kom ångmaskiner och ångfartyg, och snart byggdes pansarskepp. Det första riktiga slaget mellan pansarklädda fartyg var slaget vid Hampton Roads 1862 under amerikanska inbördeskriget. Denna typ av sjökrig vidareutvecklades till 1900-talets slagskepp.
Från första världskriget blev ubåten en viktig faktor i sjökriget. Den användes framförallt för att sänka handelsfartyg. Under andra världskriget blev hangarfartyg, som kan transportera flygplan ombord, allt vanligare.

## Örlogsfartygen
Ett örlogsfartyg är ett skepp avsett för militära ändamål. Örlogsfartygen har utvecklats under tiderna och var från början byggda av trä och under Amerikanska inbördeskriget började vissa fartygsskrov att tillverkas av pansar. I modern tid har flera olika skrovmaterial tillkommit, exempelvis glasfiberarmerad plast.

## Kända sjöslag
- Slaget vid Salamis
- Slaget vid Lepanto
- Skagerrakslaget
- Slaget vid Trafalgar
- Slaget vid Navarino